# Eel River (Wabash River)
Der Eel River ist ein rechter Nebenfluss des Wabash River im US-Bundesstaat Indiana. Der Fluss ist 176 km lang und entwässert im Nordosten von Indiana ein Areal von 2144 km². Der mittlere Abfluss 11 km oberhalb der Mündung beträgt 22 m³/s.
Der Eel River entspringt im Allen County nördlich der Großstadt Fort Wayne im Nordosten von Indiana. Er fließt in westsüdwestlicher Richtung. An seinem Flusslauf liegen die Orte Columbia City, South Whitley, North Manchester, Roann, Denver und Mexico. In Logansport mündet der Eel River schließlich in den Wabash River.